# Kustycze (Ukraina)
Kustycze – wieś na Ukrainie, w obwodzie wołyńskim, w rejonie kowelskim. W 2001 roku liczyła 254 mieszkańców.
10 lipca 1943 do Kustycz na spotkanie z lokalnym dowódcą SB OUN Szabaturą w celu powstrzymania fali mordów, udała się delegacja z pełnomocnikiem Okręgowej Delegatury Zygmuntem Rumlem ps. „Krzysztof Poręba” na czele oraz przedstawicielem Okręgu Wołyńskiego AK Krzysztofem Markiewiczem ps. „Czort” i woźnicą Witoldem Dobrowolskim. Markiewicz znał Szabaturę z czasów szkolnych; w geście dobrej woli Polacy zrezygnowali ze zbrojnej obstawy. Po przybyciu na miejsce spotkania w Kustyczach wszyscy trzej zostali przez Ukraińców aresztowani i zabici.
Do 2020 w rejonie turzyskim.